# Terrassa de cafè a la nit
Terrassa de cafè a la nit és una pintura a l'oli realitzada per Van Gogh el 1888, en l'època que va passar a Arle, actualment exposada al Kröller-Müller Museum, a Otterlo, Països Baixos.

## Anàlisi
En aquesta pintura, Van Gogh expressa les seves noves impressions sobre la França meridional. L'obra descriu un cafè a la ciutat d'Arle, que es deia llavors La Terrasse i que passaria a anomenar-se Cafè van Gogh.
L'estil d'aquesta pintura és únic en Van Gogh pels seus colors càlids i la profunditat de la perspectiva. És la seva primera pintura representant un cel estrellat, que més endavant trobem en Nit estelada sobre el Roine i en La nit estelada, una de les seves obres més conegudes, realitzada un any després. Es pot igualment anotar que, en el retrat d'Eugène Boch, Van Gogh hi va pintar un fons amb estrelles.
S'ha vist un paral·lelisme entre aquest quadre i la representació del Sant Sopar, ja que la cambrera de blanc actua com Crist, el fons de les taules inclou una gran creu i hi ha dotze figures assegudes mentre que una tretzena (Judes) negra fuig entre les ombres.